# Melodifestivalen 1975
El Melodifestivalen 1975 fue televisado por el primer canal de la Radio Televisión de Suecia el 15 de febrero de 1975. La presentadora fue Karin Falck y el director de orquesta Sven Olof Walldoff.
| Nr. | Artista                    | Canción                                 | Texto/Música                    | Puntos | Posición |
| --- | -------------------------- | --------------------------------------- | ------------------------------- | ------ | -------- |
| 1   | Landslaget                 | Den gamla jukeboxen                     | Lasse Lindbom                   | 47     | 7        |
| 2   | Nils-Åke Runesson          | Oh, Juicy                               | Nils-Åke Runesson               | 25     | 10       |
| 3   | Ann-Christine Bärnsten     | Skall vi plocka körsbär i min trädgård? | Little Gerhard y Börje Carlsson | 30     | 9        |
| 4   | Hadar Kronberg & Glenmarks | Lady Antoinette                         | Hadar Kronberg                  | 48     | 6        |
| 5   | Lasse Berghagen            | Jennie, Jennie                          | Lasse Berghagen                 | 117    | 1        |
| 6   | Ted Gärdestad              | Rockin' 'n' Reeling                     | Ted y Kenneth Gärdestad         | 47     | 7        |
| 7   | Svenne y Lotta             | Bang, en boomerang                      | Stikkan Anderson                | 84     | 3        |
| 8   | Björn Skifs                | Michelangelo                            | Bengt Palmers y Björn Skifs     | 55     | 5        |
| 9   | Göran Fristorp             | Som min vän                             | Göran Fristorp                  | 59     | 4        |
| 10  | Gimmicks                   | Sången lär ha vingar                    | Bo Sylvén y Bo Carlgren         | 93     | 2        |

## Sistema de Votación
Cada jurado tenía 55 puntos para repartir entre cada tema, no pudiéndose otorgar la totalidad de estos puntos a una sola canción.
| Artista        | Luleå | Falun | Karlstad | Göteborg | Umeå | Örebro | Norrköping | Malmö | Sundsvall | Växjö | Stockholm | Total | Posición |
| -------------- | ----- | ----- | -------- | -------- | ---- | ------ | ---------- | ----- | --------- | ----- | --------- | ----- | -------- |
| Landslaget     | 4     | -     | 2        | 1        | 18   | 1      | 2          | -     | 7         | 2     | 10        | 47    | 7        |
| Runesson       | 2     | -     | 1        | -        | 5    | 5      | 1          | 6     | 3         | -     | 2         | 25    | 10       |
| Bärnsten       | 1     | 1     | -        | 3        | 4    | 4      | 5          | -     | 3         | -     | 9         | 30    | 9        |
| Hadar Kronberg | 7     | 2     | 7        | -        | 2    | 9      | 12         | 1     | 3         | 1     | 4         | 48    | 6        |
| Berghagen      | 14    | 18    | 6        | 15       | 4    | 7      | 24         | 3     | 9         | 16    | 1         | 117   | 1        |
| Gärdestad      | 3     | 7     | 16       | 7        | 1    | -      | 1          | 3     | 3         | 3     | 3         | 47    | 7        |
| Svenne y Lotta | 7     | -     | 8        | 5        | 8    | 16     | 5          | 14    | 1         | 15    | 5         | 84    | 3        |
| Björn Skifs    | 4     | -     | 12       | 12       | 2    | 10     | 1          | 6     | 3         | 3     | 1         | 55    | 5        |
| Fristorp       | 4     | 1     | 3        | 5        | 2    | 3      | -          | 3     | 14        | 9     | 17        | 59    | 4        |
| Gimmicks       | 9     | 24    | -        | 7        | 9    | -      | 4          | 19    | 9         | 6     | 3         | 93    | 2        |